# Зенонов Херсонес
Зенонов Херсонес (греч. Ζήνωνος Χερσόνησος) — античный город-крепость в крымской части Боспорского царства, который был расположен в 17 км к западу от города Пантикапей (близ современного села Курортное Ленинского района Республики Крым).
Самая северная точка Керченского полуострова, мыс Зюк, соответствует расположению античного Зенонова Херсонеса и на нём, время от времени проводятся археологические раскопки.

## История и расположение
О поселении Зенонов Херсонес стало известно из труда Птолемея «Руководство по географии» (Γεωγραφικὴ Ὑφήγησις. Ptol.,III,6,4). В труде Птолемея указаны координаты поселения (указано, что это следующее поселение от Парфения и в 17,8 километра от Пантикапея). На Птолемеевой карте расстояние между мысом Киммерий (современный мыс Каменный на Таманском полуострове) и городищем Зенонов Херсонес составляла 210' по долготе и 15' по широте, в пересчёте на километры это будет составлять 36,4 километра, по прямой, что соответствует расположению мыса Зюк.
Древние эллины поселились на мысе Зюк ради его выгодного расположения, ведь от материка мыс отделён тонкой песчаной перемычкой, которая во времена прилива становится мелководным проливом. Довольно глубокие две бухты хорошее укрытие для кораблей. Эллины выбрали северо-западную часть мыса в труднодоступной скалистой части для построения своей твердыни, которую они назвали Херсонес (с греческого переводится как мыс или полуостров). Таким образом они имели естественную защиту в виде обрывистых скалистых берегов и моря, которое просматривалось со всех сторон с вершины холма и скал мыса.
В IV веке Зенонов Херсонес был захвачен и разрушен гуннами (что подтверждают признаки разрушения укреплений и пожаров), но поселенцы, вскоре, вернулись к городищу. Ещё во 2 веке здесь жили греки-понтийцы, но то были уже времена упадка, а в VII веке признаки оседлости на полуострове Зюк исчезают.

## Гипотезы
Поскольку Птолемей в своих «Руководствах по географии» лишь раз вспоминал об этом античном городе, а после него длительное время упоминаний об этом поселении не было, то точно локализовать Зенонов Херсонес довольно трудно. Только в современные времена, при наличии высокоточной техники археологам удаётся дать ответ на этот вопрос. Сомнения возникали из-за того, что по Птолемею два населённых пункта: Зенон Херсонес и Гераклий следует искать на Азовском побережье.
- Александр Масленников и Виктор Зубарев, которые проводили комплексные археологические исследования городища считают, что раскопанные ими руины поселения эллинской эпохи с каменными стенами и есть Зенонов Херсонес. Массивные стены, акрополь с фрагментами керамики, монетами и обломки расписной штукатурки соответствовали периоду VI века до н. э. — VI века н. э., что и уверило учёных в своей гипотезе.
- Однако Виктор Францевич Гайдукевич подвергает сомнению окончательное размещение Зенонова Херсонеса[3]
- Русский историк 19 века Латышев, Василий Васильевич считал (ещё до раскопок), что на мысе Зюк расположено другое, упоминаемое Птолемеем городище на берегу Азовского моря, а по Страбону поселение Гекраклий (как поселение расположенное рядом с Мирмекией).

## Археологические особенности
Городище Зенонов Херсонес находится на северо-восточной части мыса Зюк. Его площадь 0,9-1,1 гектара. Археологические раскопки проводились в 1978—1984 годах. Открытая поверхность (раскопанная) 2900 квадратных метров. Археологические раскопки проводила экспедиция института археологии Российской академии наук под руководством А. А. Масленникова.
Массивные стены, акрополь и культурные напластования городища (с фрагментами керамики, монетами, обломками расписной штукатурки и бытовыми мелочами), соответствуют периоду VI века до н. э. — VI века н. э. Во время раскопок было найдено немало артефактов:
- фрагменты надписей — 4
- граффити и дипинти — 56
- монеты — 156
- терракоты и фрагменты терракот — 58
- черепичные −2

### Укрепление городища
Наиболее исследованными участками городища Зенонов Херсонес являются его крепостные стены. Первые исследования мыса А. А. Дириным (1894—1895 годы) указали на наличие фортификационных сооружений, а почти через столетие, уже более длительная экспедиция на мыс Зюк доказала существование крепости эллинских времен и дала возможность определить её название и расположение и особенности. Археологи обнаружили первые признаки стен на мысе Зюк, которые соответствуют первой половине 3 ст. н. э. Сохранились они плохо, но вполне могут быть реконструированы.
Юго-восточный участок стен был возведён на зольно-мусорной насыпи. Началом стены был отвесный скальный выступ, а дальше она тянулась в западно-северном направлении на длину в 20 метров (из которых уцелело лишь 9,2 метра). Цоколь имел ширину 3-3,2 м, и длину 0,3 −0,9 м. Археологи обнаружили особенности возведения цоколя: сначала в зольном грунте рылась траншея, немного шире, чем кладка, на дно насыпали слой золы и щебня, толщиной 0,1-0,15 метров каждый, затем укладывали слой (0,2 метра) необработанных мелких и средних камней и их фиксировали большим камнями плоской формы.
Следующий участок стены имел длину 16 метров, а ширину 3,2-3,3 метра и разворачивался под прямым углом относительно предыдущего, а фундамент её стоял на ровной поверхности скалы. Она отгораживала поселение со стороны юго-восточного обрыва мыса в направлении с северо-востока на юго-запад. Здесь фундамент, почти везде стоял на выровненной скале. Оба участка стены плотно соединялись, а фундамент первой стоял на 0,4 м ниже уровня «подошвы» другой. Этот приём объяснялся разницей плотности подстилающих грунтов, что обусловливало разную просадку и, одновременно, не отражалось на прочности стены. Эта археологическая находка стала подтверждением того, что горожане были хорошо осведомлены об основных строительных приёмах, которые часто использовались при строительстве стен городов. Благодаря артефактам найденным в слое золы под фундаментом, учёные пришли к выводу, что эта часть стены была поставлена во второй четверти III века до нашей эры.
С юго-запада городище было огорожено, но из-за разрушения мыса, этот угол с последующей частью стены не сохранились. Учёные предполагают, что длина его была больше 4 метров и она упиралась в фундамент трапециевидной сооружения (5,7 х 5,8 х 4,5 м). Это была башня или бастион, от которого остался лишь ряд необработанных камней. С востока этого сооружения вновь проложена стену в длину 4,5 метра, дальше остатков стены не прослеживается (что связывается резкой крутизной рельефа). Только на западной стороне городища снова можно проследить защитные стены длиной 10 метров — с юго-востока на северо-запад, которые имели ширину 2,5 метра (в некоторых местах сохранилась и кладка высотой 1,5 метра). Стена здесь состоит из крупных известняковых камней, уложенных плоскими гранями наружу. Дальше стена, резко поворачивает на северо-восток, направляясь к скальному массиву на краю мыса.
О виде стен, башен и ворот достоверных данных не сохранилось, только небольшое упоминание в докладе российского учёного-археолога А. А. Дирина, который ещё в конце 19 века провёл первые раскопки и предоставил детальное описание древнего городища:
На его берегах возвышаются группы скал, из которых одна, самая большая и, безусловно, неприступная со стороны моря (а со стороны суши к нему можно пройти только по узенькой и крутой тропе) была обнесена каменной стеной, валом и выкопанным рвом. Вал и ров ясно видны, стену же, а точнее фундамент стены, лет 15 назад разобрали рыбаки, которые расселились неподалеку. Из рассказов этих людей можно узнать...

### Бытовая архитектура
Зенонов Херсонес в разные времена своего существования имел разную архитектуру: сначала это было поселение с хаотичными постройками, потом уже городище с компактными сооружениями без улиц, а уже с появлением стен характерные признаки города — улицы кварталами домов. От этих сооружений остались одни руины, которые исследовали археологи: откопав фундаменты и основания стен различных зданий, а во двориках и улицах находили обломки черепицы и посуды, инвентарь, оружие и монеты. Именно по этим находкам, зная особенности греческой бытовой архитектуры, учёные-археологи составили представление о поселении Зенонов Херсонес, от времени его постройки до гибели.
Следовательно, здания города были одно-или двухэтажными, сделанные из глыб местных известняков и глины, кое-где встречались дома из тесаных известняковых блоков (квадров и сырцовой глины). А вот древесину, которой почти не было в степных регионах, использовали ограниченно: делали из неё только каркас крыш, двери и оконные рамы. Крыши своих жилищ греки-понтийцы, обычно, накрывали черепицей, а полы были мощёные, земляные. Дворики при домах были вымощены галькой или обломками известняка. Первый этаж в зданиях был хозяйственным, а второй этаж был жилой.
Многочисленные хозяйственные ямы, найденные археологами, имели звоноподобную форму и углублёнными на 2-2,5 метра. Такое их количество указывает на состояние горожан и оживлённую торговлю в городе, потому что именно в ямах они сохраняли зерно и другие продукты.

### Античное капище
С восточной стороны полуострова исследовали грот в котором оказались остатки культурных слоев и находки, которые свидетельствуют о размещении здесь древнего святилища.

## Современное состояние
На мысе Зюк проводились археологические исследования и экспедиции, после землетрясения, по свидетельствам жителей села, часть мыса сползла в море. Рядом с античным городищем местные жители обустроили кладбище села Курортное.
С востока мыс Зюк омывается заливом Рифов, а с запада заливом Морской пехоты, поэтому окрестности мыса характеризуется многочисленными оползнями почвы. Во времена СССР на полуострове был установлен памятный знак советским десантникам.